# Bazylika Wniebowzięcia Najświętszej Maryi Panny w Krzeszowie

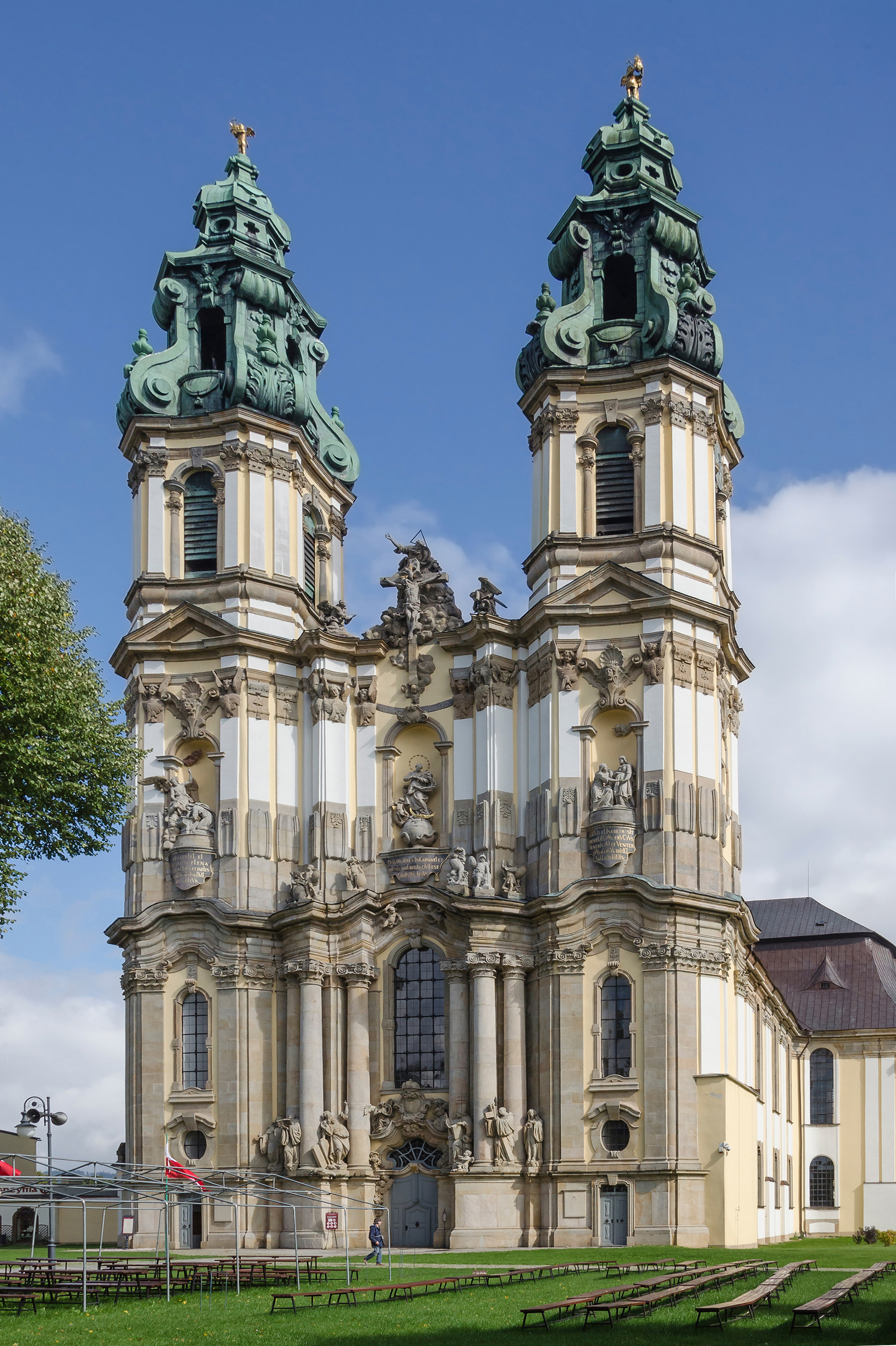
Fasada bazyliki

Bazylika Kolegiacka Wniebowzięcia NMP w Krzeszowie – barokowy kościół wchodzący w skład dawnego opactwa cystersów zbudowany w latach 1728–1735. Główne sanktuarium maryjne diecezji legnickiej. Od 1998 posiada godność bazyliki mniejszej, a od 2013 kolegiaty, jest także siedzibą dekanatu.

## Architektura
Portal i fasada zwrócona ku zachodowi z dwoma wieżami nakrytymi miedzianymi hełmami o wysokości 68 m, bogato zdobiona kolumnami, pilastrami i rzeźbami dłuta praskiego artysty Ferdynanda Brokoffa. Wśród nich znajdują się rzeźby Mojżesza, świętych zakonu cysterskiego, wyżej sceny z życia Matki Bożej, nad nimi sześć postaci symbolizujących przymioty Chrystusa: „Admirabilis” (Zachwycający), „Consiliarius” (Doradzający), „Deus” (Bóg), „Fortis” (Mocny), „Pater futuri seaculi” (Ojciec przyszłego wieku) i „Princeps pacis” (Książę Pokoju). Przymiotom tematycznie podporządkowany jest wystrój malarski wnętrza. Całość fasady wieńczy imponująca grupa Trójcy Świętej. Nawa główna posiada 72 m długości, 26 m szerokości i 26 m wysokości.
Wnętrze utrzymane w tonacji biało złotej o wystroju rokokowym. W środku organy wykonane w latach 1732–1739 przez Englera z prospektem rzeźbionym przez A. Dorazila, stalle, freski nad stallami przedstawiają sceny ze Starego Testamentu. W kolebkowym sklepieniu nawy głównej freski przedstawiające sceny z życia Chrystusa i Jego Matki oraz epizody z historii zakonu cystersów – dzieło J. Neunhertza, w nawie poprzecznej obrazy m.in. M. Willmanna („12 Sybilli i 12 Proroków”) i P. Brandla. Sanktuarium maryjne (w ołtarzu głównym otoczony kultem obraz „Madonna z Dzieciątkiem” z I połowy XIII wieku – najstarszy obraz maryjny w Polsce, ufundowany prawdopodobnie przez fundatora klasztoru – Bolka I i ukoronowany papieskimi koronami przez Jana Pawła II w Legnicy 2 czerwca 1997, pochodzi ze szkoły włosko-bizantyjskiej i jest umieszczony w bogato ornamentowanej ramie). Za prezbiterium, we wzniesionej w latach 1735–1747 kaplicy o rokokowym wnętrzu, znajduje się mauzoleum Piastów Śląskich: Bolka I i Bolka II (XIV wiek). 29 września 2013 kanał TVP Polonia przeprowadził transmisję mszy świętej. II biskup legnicki dr Stefan Cichy ustanowił kapitułę krzeszowską złożoną z księży kanoników gremialnych i honorowych. Kościołem Kapitulnym jest tutejsza bazylika.

## Kapituła kolegiacka
Kapituła kolegiacka ma charakter wyłącznie tytularny.
- ks. Józef Lisowski, prepozyt kapituły
- ks. Marian Kopko, dziekan kapituły
- ks. Andrzej Ziombra, Parafia św. Jacka Odrowąża w Legnicy

## Galeria

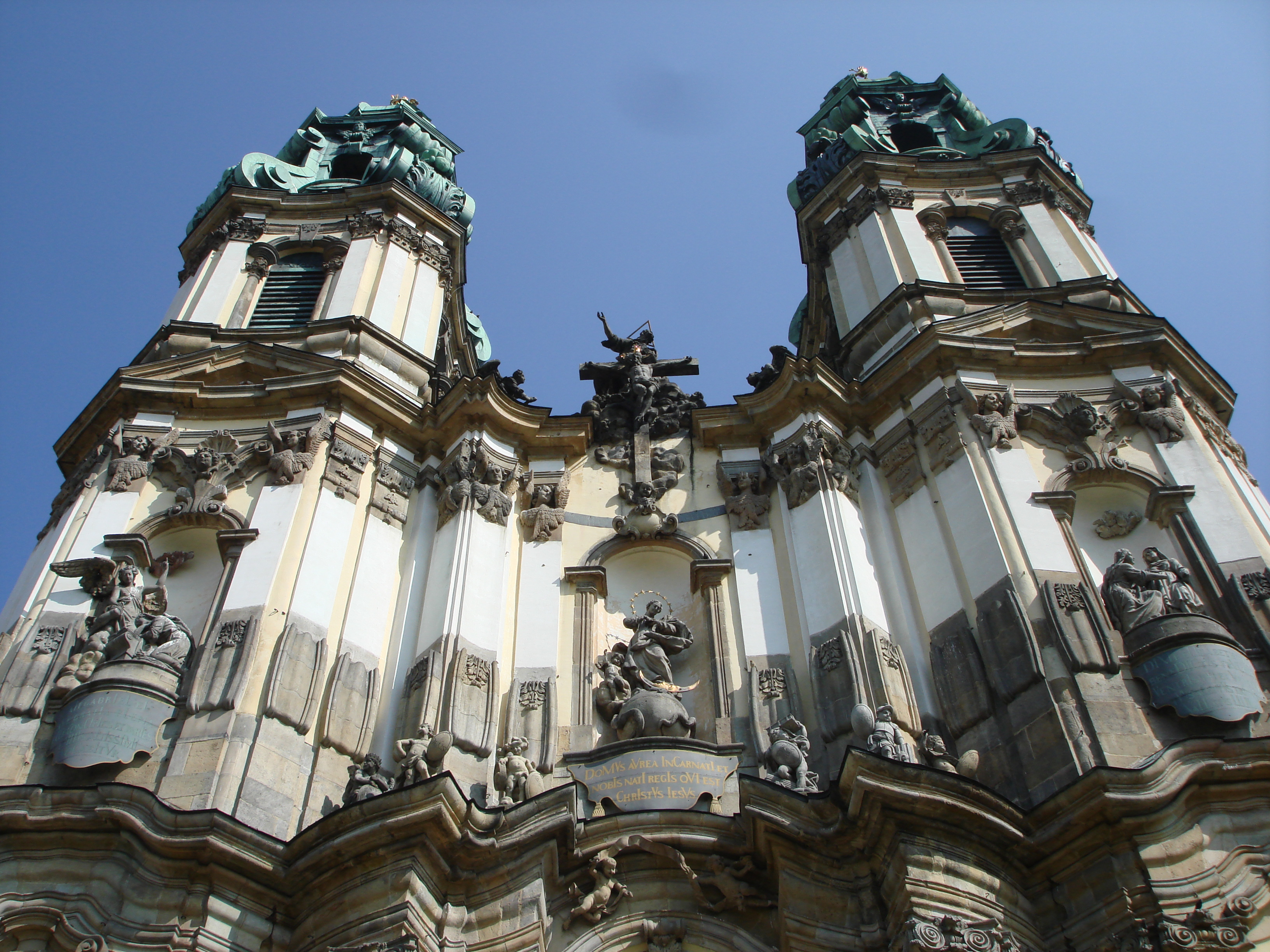
Fasada bazyliki
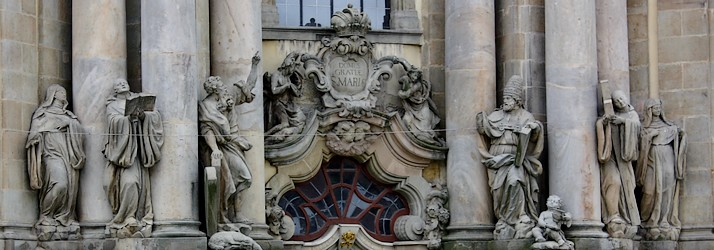
Rzeźby na fasadzie Ferdynanda Brokoffa
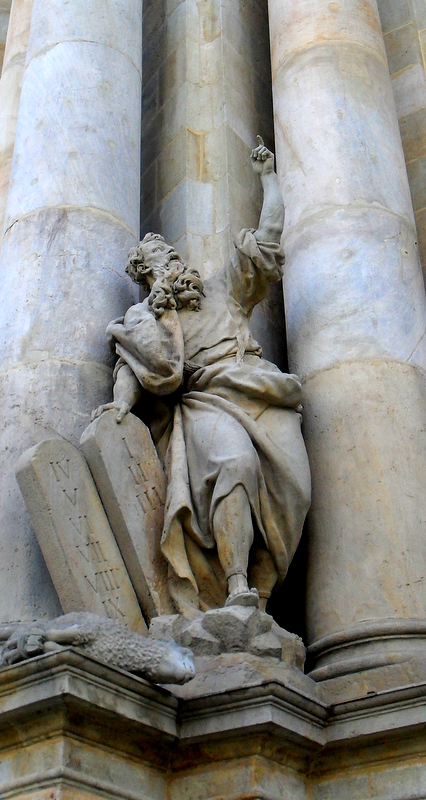
Mojżesz na fasadzie bazyliki
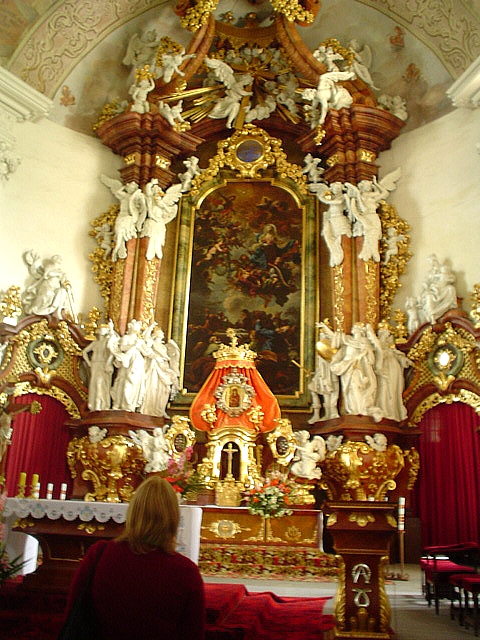
Ołtarz główny
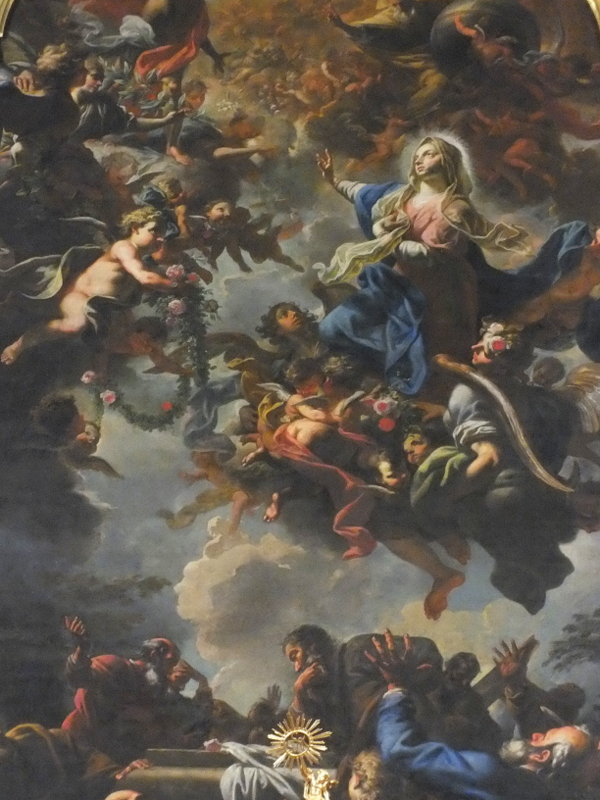
Obraz P. Brandla w ołtarzu głównym
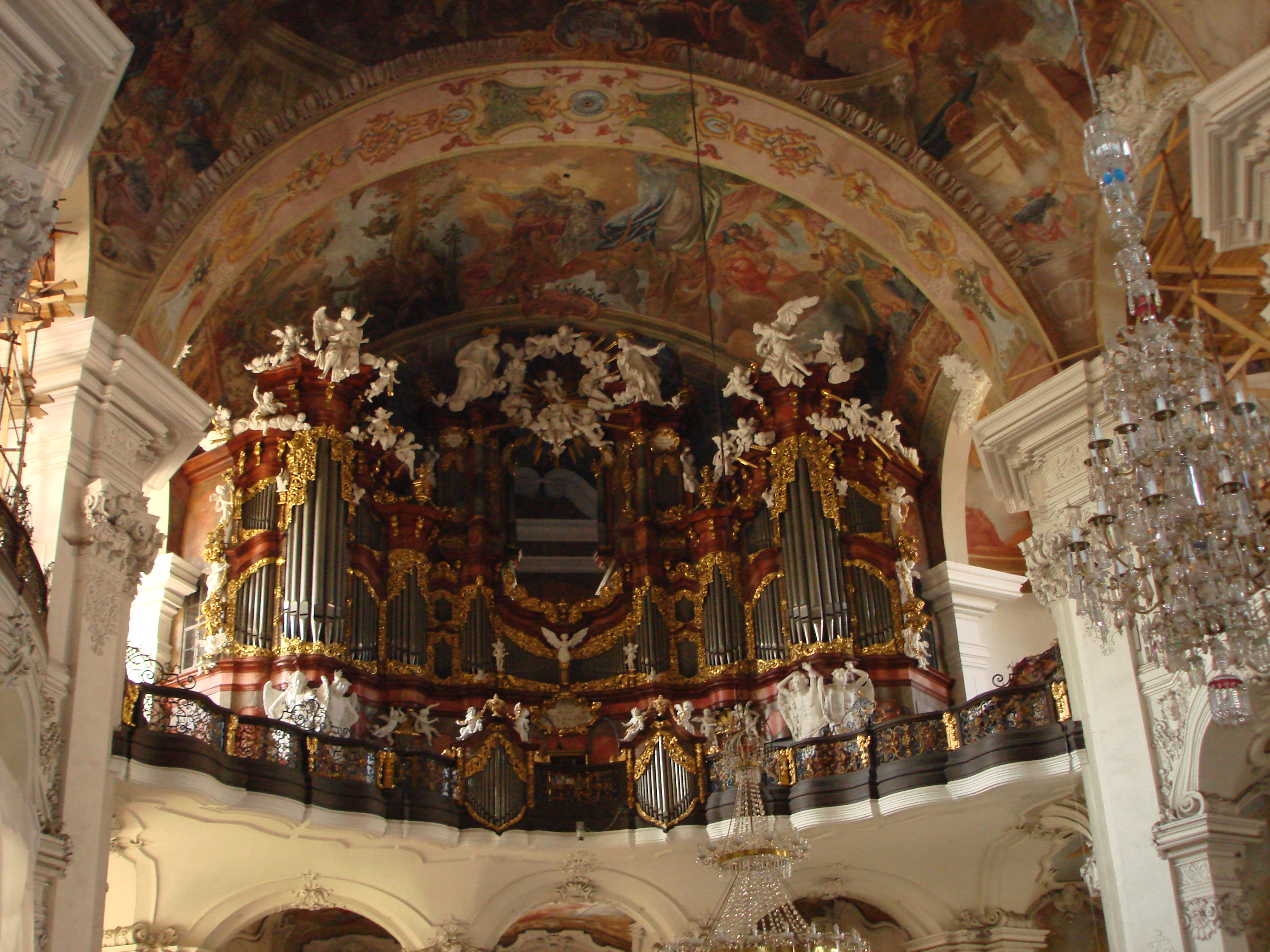
Organy
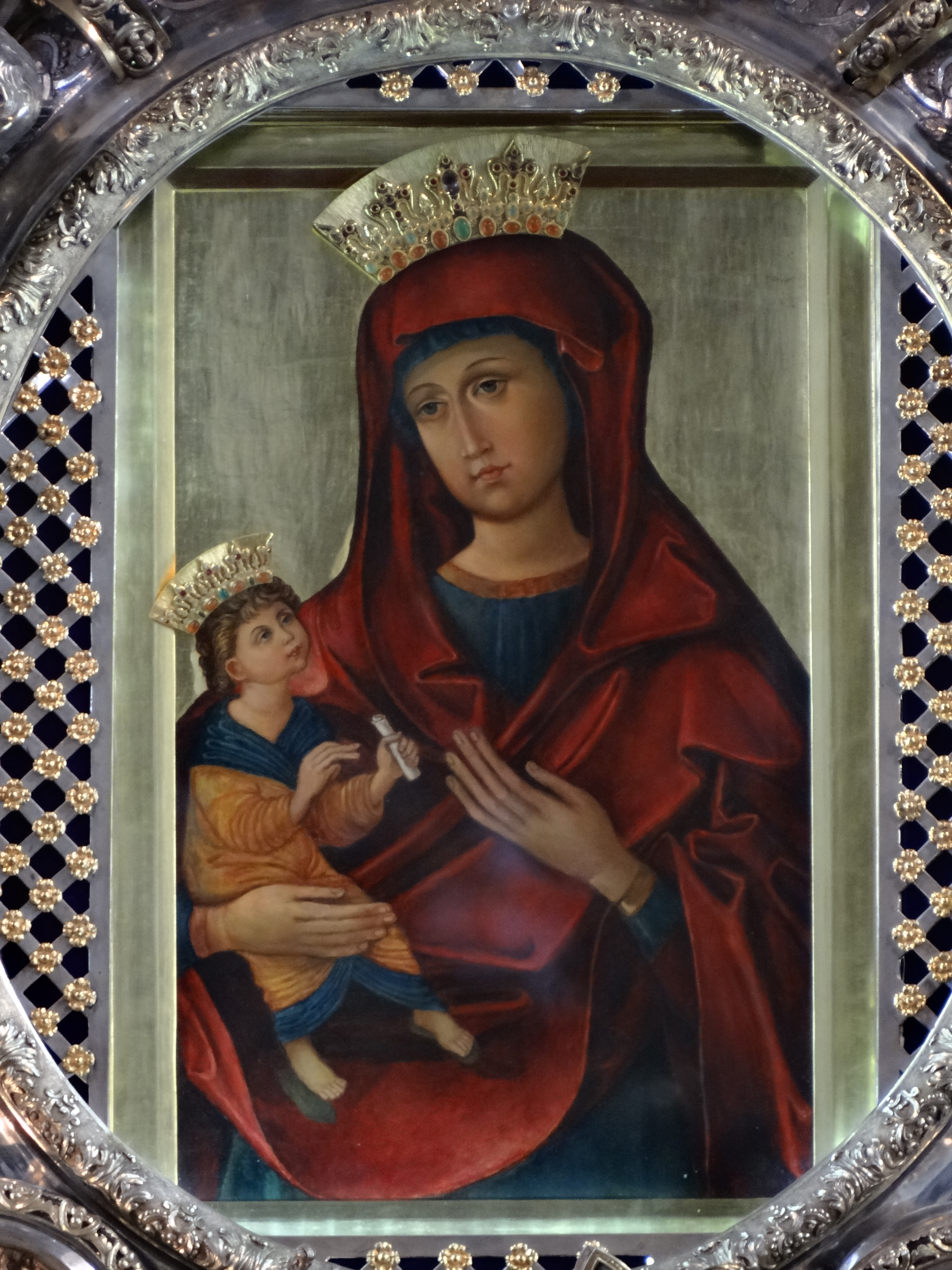
Obraz MB Krzeszowskiej
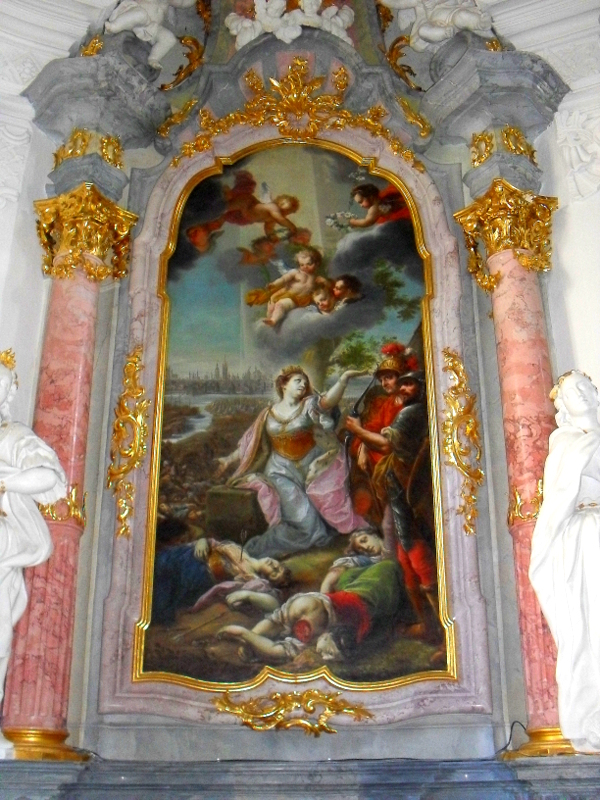
Obraz w kaplicy św. Urszuli
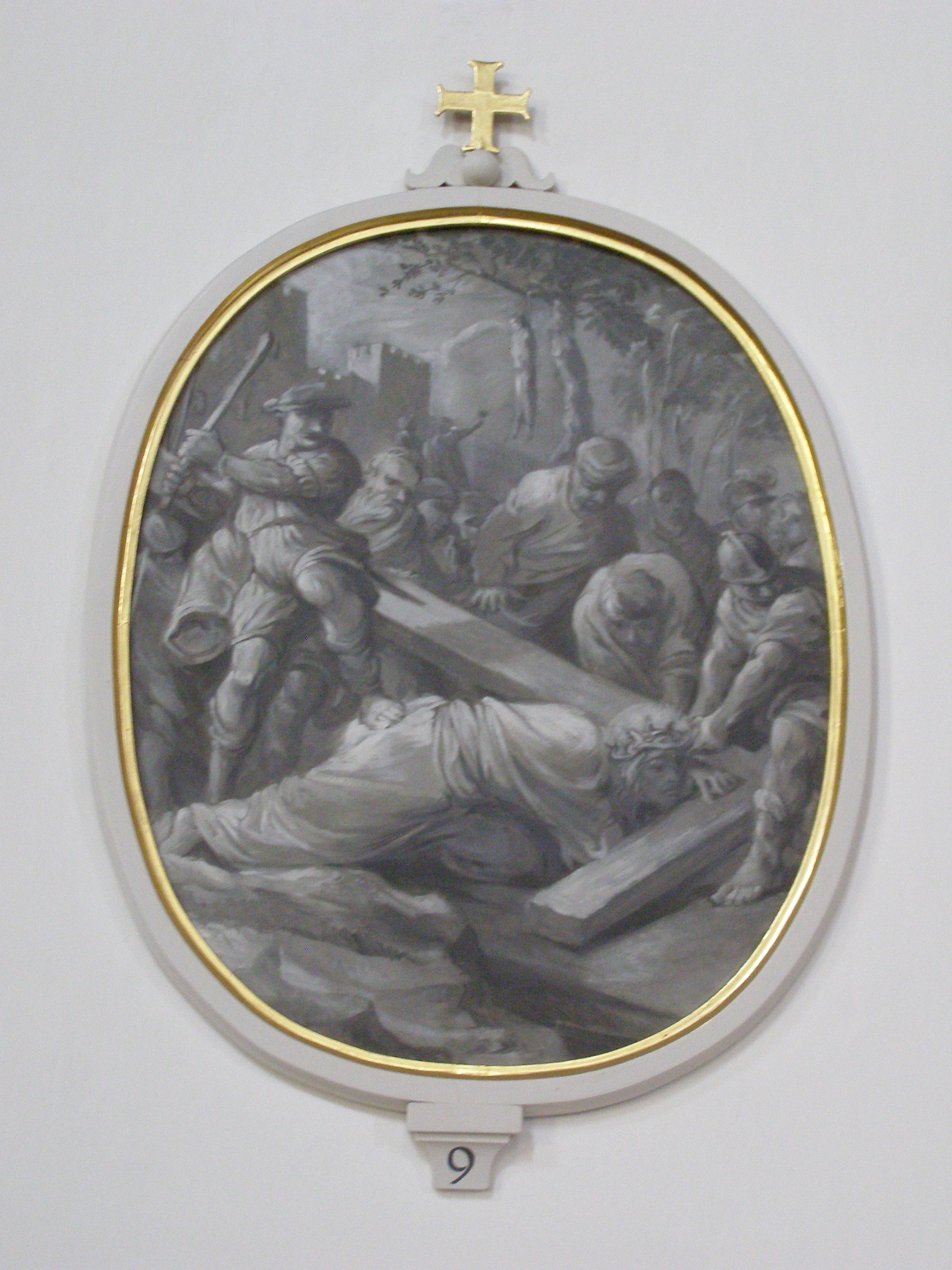
Stacja Drogi Krzyżowej
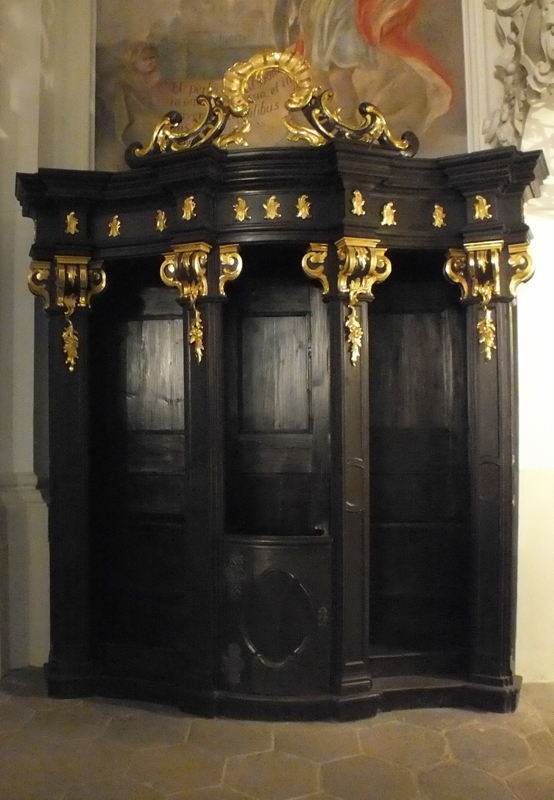
Konfesjonał
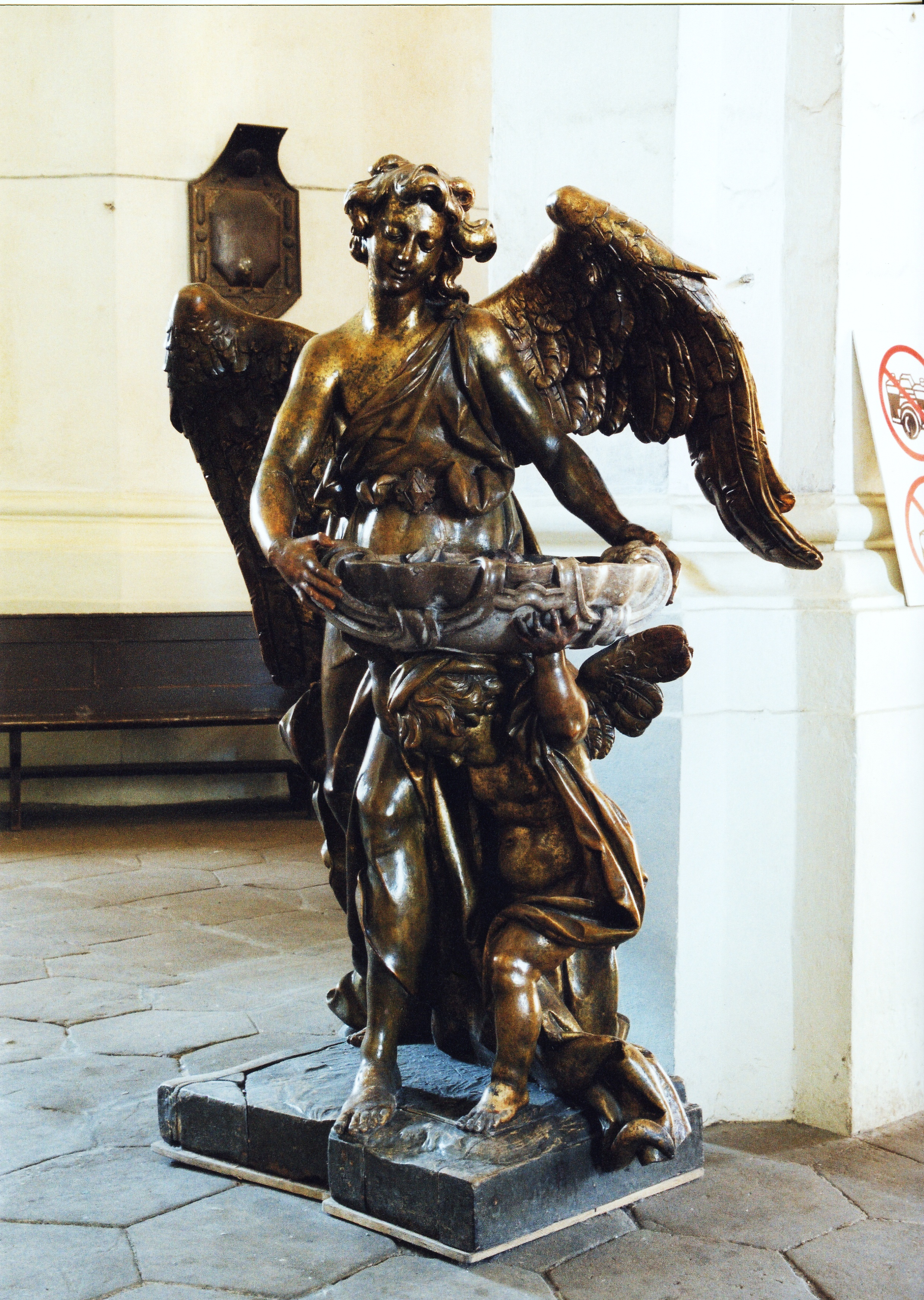
Kropielnica
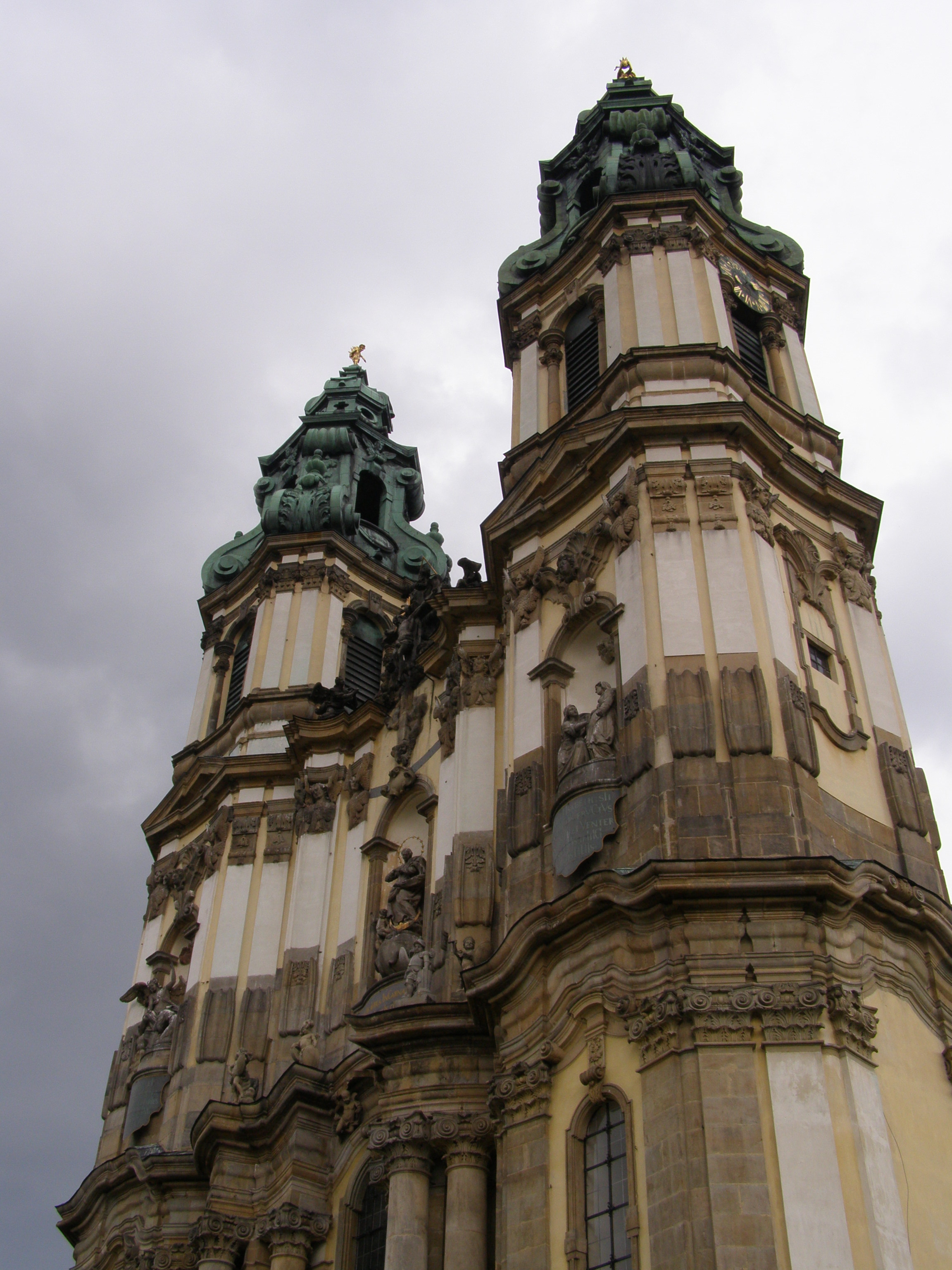
Dwuwieżowa fasada świątyni
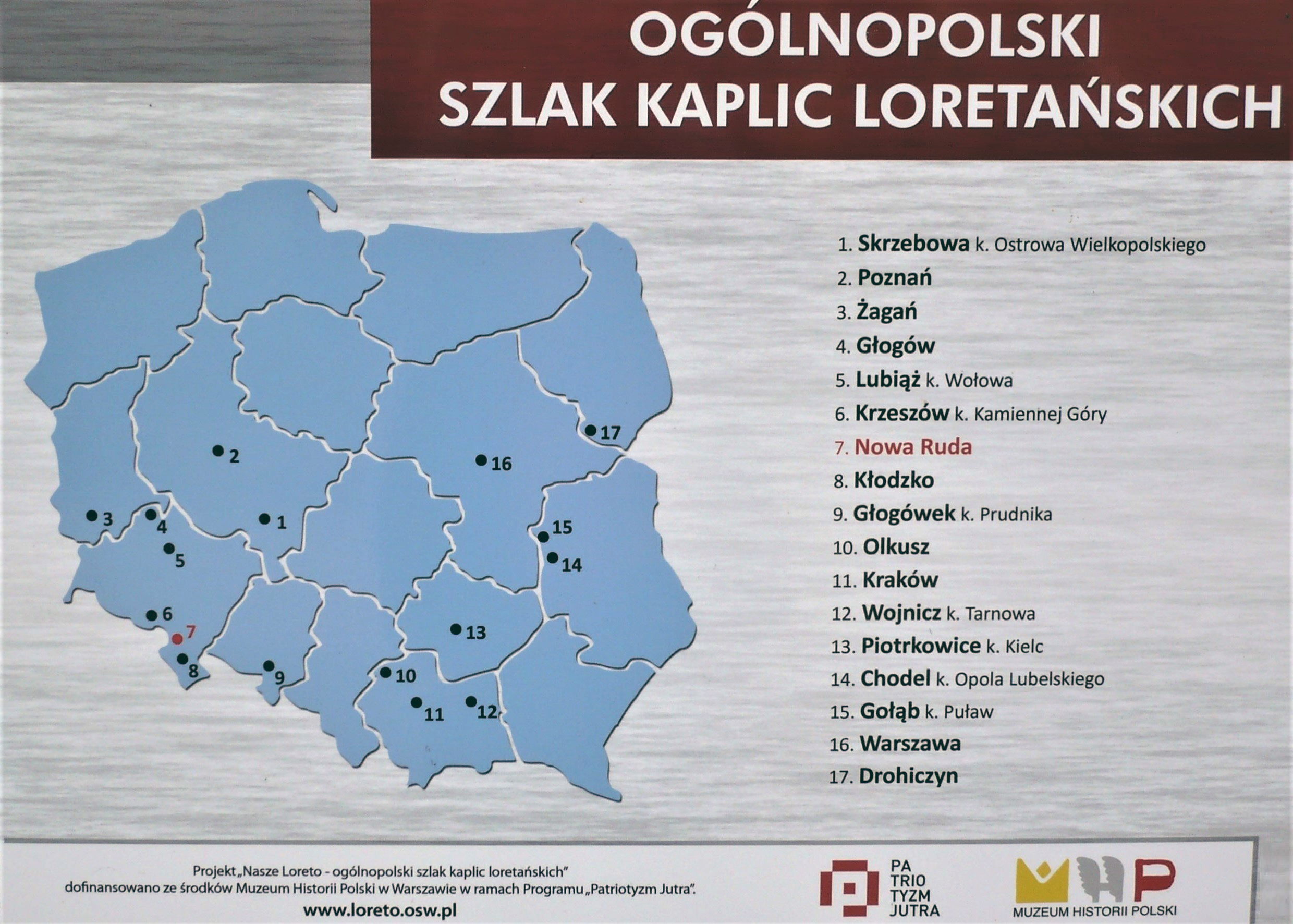
Ogólnopolski szlak kaplic loretańskich – tablica
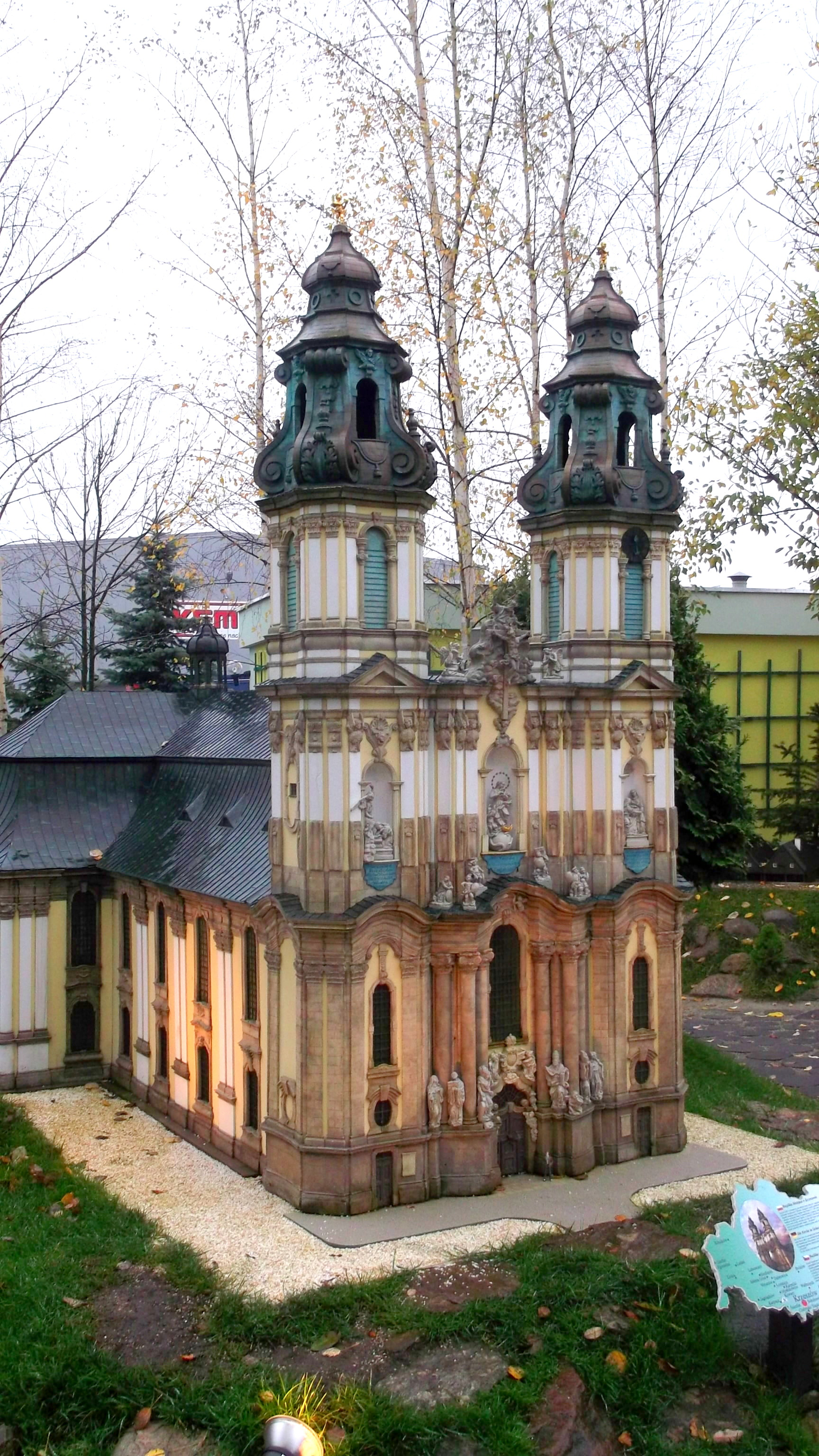
Park Miniatur Zabytków Dolnego Śląska w Kowarach - miniatura bazyliki krzeszowskiej